# FV432
Lo FV-432 è un veicolo trasporto truppe (APC) cingolato britannico, appartenente alla serie di veicoli FV430.

## Storia
Lo FV-432 fu il primo APC britannico costruito nel secondo dopoguerra, con una struttura (e compiti) simile a quella dell'M113 ma con una struttura più pesante e non anfibio, dato che ha una struttura in acciaio e un treno di rotolamento con rulli di rinvio. Effettivamente, ricorda più il predecessore dell'M113, l'M75. È entrato in servizio nel 1962. Tra il 1963 e il 1971 ne sono stati costruiti circa 3000 dalla GKN Sankey. Pochi ne sono stati esportati, in quanto l'analogo M113 è più economico.
Negli anni 50,il ministero della difesa britannico aveva progettato una famiglia di cingolati per varie operazioni, il progetto tuttavia non fu portato a termine per ragioni finanziarie e di altro genere, nonostante questo i principali aspetti costruttivi furono adattati ad un nuovo programma di sviluppo da cui poi, derivò l'FV-432.
All'inizio si era stabilito di nominarlo Trojan ma per problemi inerenti al fatto che una casa automobilistica possedeva un diritto d'esclusiva per questo nome, si scelse di nominarlo semplicemente FV-432.
La produzione iniziò nel 1963.

## Struttura[2]
L'FV-432 è un mezzo cingolato con scafo quadrato costruito con piastre d'acciaio corazzato, il guidatore siede davanti a sinistra e può utilizzare una botola munita di periscopi, il capocarro siede dietro al conducente ed utilizza una cupola rotante munita di 3 periscopi e una botola, da cui poi si può accedere ad una mitragliatrice da 7,62 mm montata anteriormente. Il vano motore è posizionato a sinistra del conduttore, montato come un "Powerpack" amovibile; può essere sollevato rapidamente dal veicolo rimanendo collegato con cavi elettrici  e condotti del carburante e fatto funzionare su di un banco, di fianco al mezzo, per le necessarie verifiche. La trasmissione automatica porta al differenziale/sterzo che aziona le corone motrici situate  nella parte anteriore dello scafo. Il comparto truppe occupa la parte posteriore del veicolo e ha sedili per tutti e 10 i fanti, che entrano o escono attraverso un portellone posteriore; sul tetto vi è una grossa botola circolare. Il portellone posteriore ha un blocco visivo ma non sono presenti oblò per il tiro lungo le fiancate.
Su ogni fiancata vi sono 5 rulli di rotolamento con sospensione a barre di torsione; con una certa preparazione il veicolo può divenire anfibio: si tratta di incernierare e sollevare un pannello di galleggiamento, un paraspruzzi e di fissare una prolunga al tubo di scappamento. L'FV-432 è propulso in acqua dal movimento della cingolatura, sembra però che pochi esemplari portino queste apparecchiature anfibie e che la maggior parte ne siano privi.

## Utilizzo
Un tempo conosciuto con il nome di Trojan, esso aveva il ruolo di trasporto truppe nella British Army, ma per i ruoli di prima linea è stato soppiantato dal Warrior. Poteva trasportare 10 fanti completamente equipaggiati, ed è stato uno dei primi veicoli dotato di protezione NBC. Inizialmente l'FV432 era anfibio, ma si decise poi di eliminare questa possibilità. Tra le sue versioni derivate da ricordare i veicoli portamortaio da 81mm, i veicoli di comando, le ambulanze, i mezzi posamine e la variante anticarro armata con missili Swingfire. Gli FV432 sono tuttora impiegati per compiti di seconda linea.

## Varianti[2]
Ambulanza: esternamente assomiglia al veicolo standard ma internamente è attrezzata per portare 4 barelle. Questo veicolo non è armato.
Comando: è sempre il veicolo standard arredato con carte topografiche,tavolo e apparecchiature di comunicazione aggiuntive.
porta mortaio: questa variante ha installato all'interno dello scomparto truppe un mortaio da 81 mm con il quale i soldati possono sparare attraverso una botola.
Officina: è usato dalle squadre riparazioni e porta le relative attrezzature; compresa una gru per riparazioni e sostituzioni sul campo.
Posamine: è adattato per portare un grosso carico di mine e per trainare lo specials posamine Barmine; sul tetto è installato il dispenser di mine antiuomo "Ranger".